# Kościół ewangelicko-reformowany w Pstrążnej
Kościół ewangelicko-reformowany w Pstrążnej – świątynia ewangelicka Kościoła Ewangelicko-Reformowanego należąca do Parafii Ewangelicko-Reformowanej w Pstrążnej.
Przy kościele funkcjonuje cmentarz ewangelicko-reformowany założony w drugiej połowie XIX wieku.

## Historia
W osiemnastym wieku tereny Śląska po wojnach między Austrią a Prusami przypadły w panowanie Fryderykowi Wielkiemu. Dało to początek szerokiej wolności wyznaniowej dla ewangelików. Zarówno luteranie, jak i ewangelicy reformowani sprzymierzeni z braćmi czeskimi, zamieszkujący Kudowę i jej okolice, pragnęli mieć własne miejsce, w którym mogliby na stałe odprawiać nabożeństwa. Pierwszy kościół ewangelicki w regionie powstał z inicjatywy czeskiego pastora luterańskiego – Jana Augusta Pokornego, który pieniądze na budowę świątyni pozyskiwał w całych Prusach.
Kościół luterański, który początkowo miał stanąć w Czermnej, ostatecznie został wybudowany na Górze Parkowej w Kudowie. Na mocy umowy pomiędzy luteranami a ewangelikami reformowanymi, budynek kościoła służył obu wyznaniom. Odległość od Pstrążnej, uciążliwa dla starszych osób droga i bogate wyposażenie luterańskiej świątyni zniechęcały jednak ewangelików reformowanych do uczęszczania tam na nabożeństwa. Podjęto decyzję o budowie nowego kościoła. W 1811 roku otrzymano pozwolenie na budowę nowego obiektu. Pierwszy kościół reformowany, który ostatecznie powstał w 1813 roku, był konstrukcją drewnianą.
W 1817 roku w pobliżu kościoła wybudowano budynek mieszczący plebianię i szkołę ewangelicką. W roku 1829 władze pruskie oficjalnie uznały parafię reformowaną w Pstrążnej, a rok później, na mocy ugody pomiędzy luteranami a ewangelikami reformowanymi, będącej konsekwencją dekretu króla Fryderyka Wilhelma III o połączeniu w jeden organizm kościelny wyznań luterańskiego i reformowanego, do parafii przydzielono pierwszego pastora – Ernsta Josefa Bergmanna. Dzięki jego staraniom w 1848 roku powstał murowany kościół, który stoi do dziś. Został on oddany do użytku 24 września, dzień wcześniej w starym drewnianym kościółku odprawiono ostatnie nabożeństwo połączone z konfirmacją. Nowy kościół powstał ze składek miejscowych wiernych oraz dużego wsparcia finansowego ze strony organizacji Gustav-Adolf-Werk. W 1876 roku wybudowano w miejsce starej plebanii dwa nowe budynki, w których mieściły się plebania i szkoła.
W roku 2016 kościół przeszedł generalny remont wnętrza, przy zachowaniu pierwotnych barw, bez naruszenia wystroju świątyni.

## Galeria

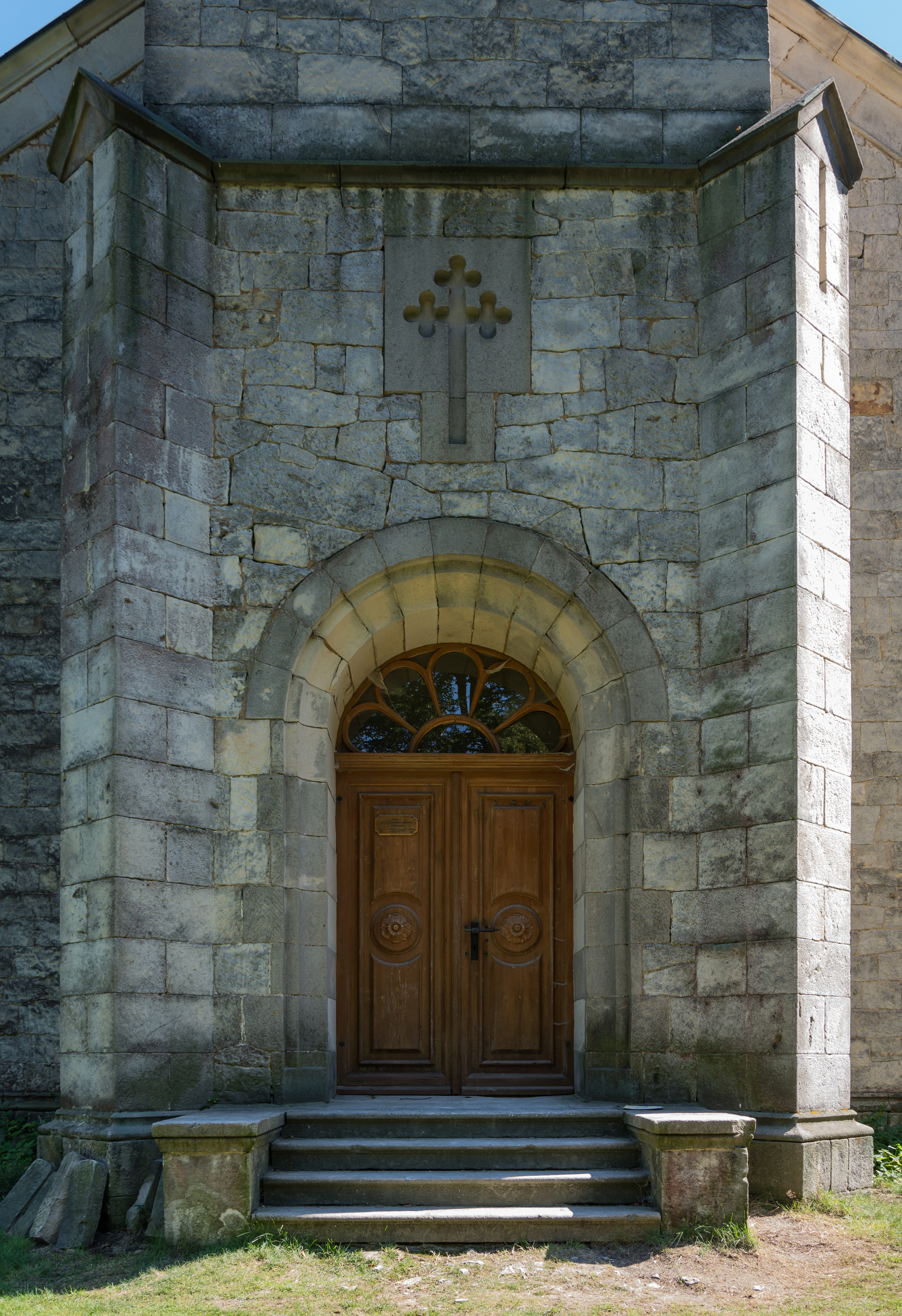
Wejście
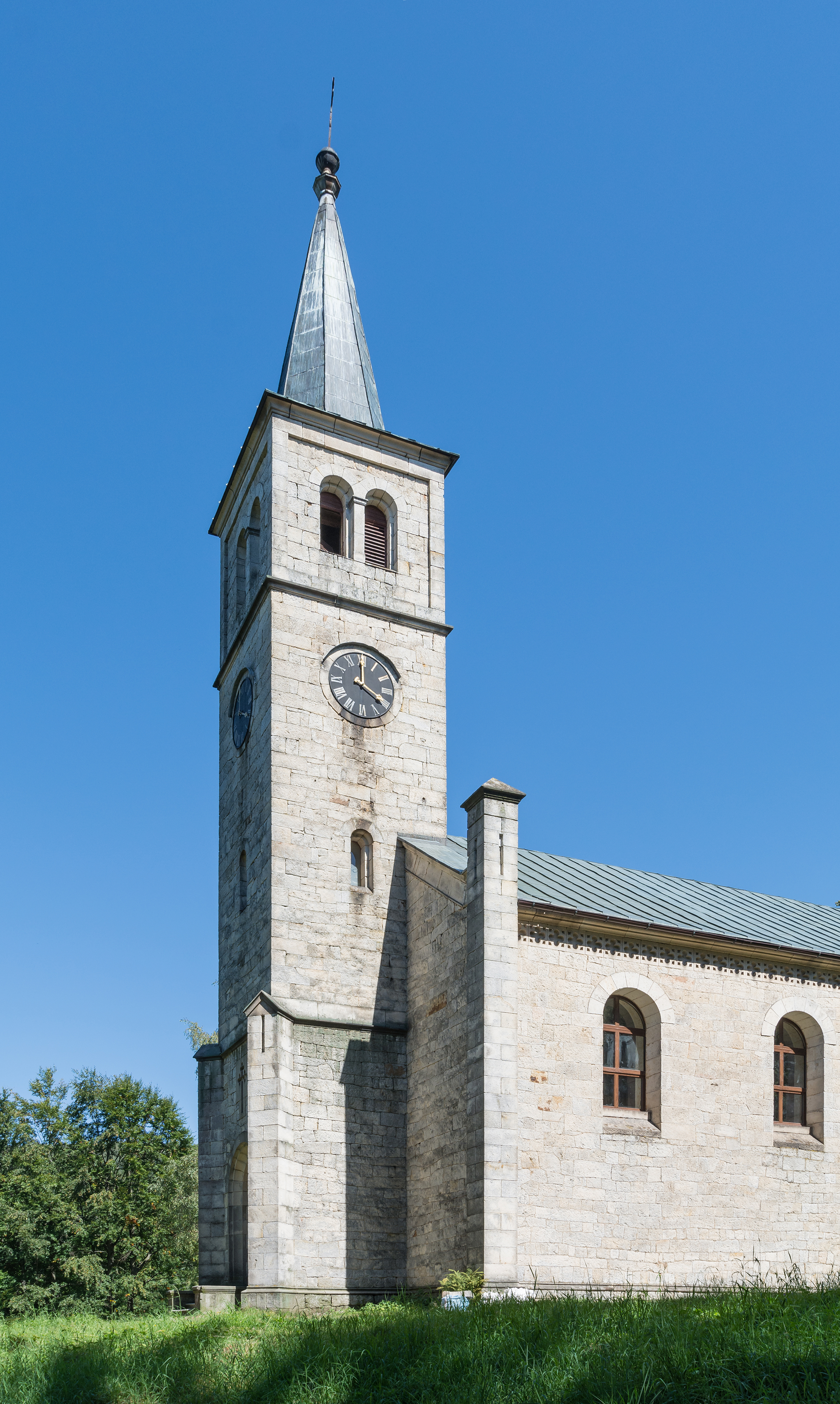
Dzwonnica
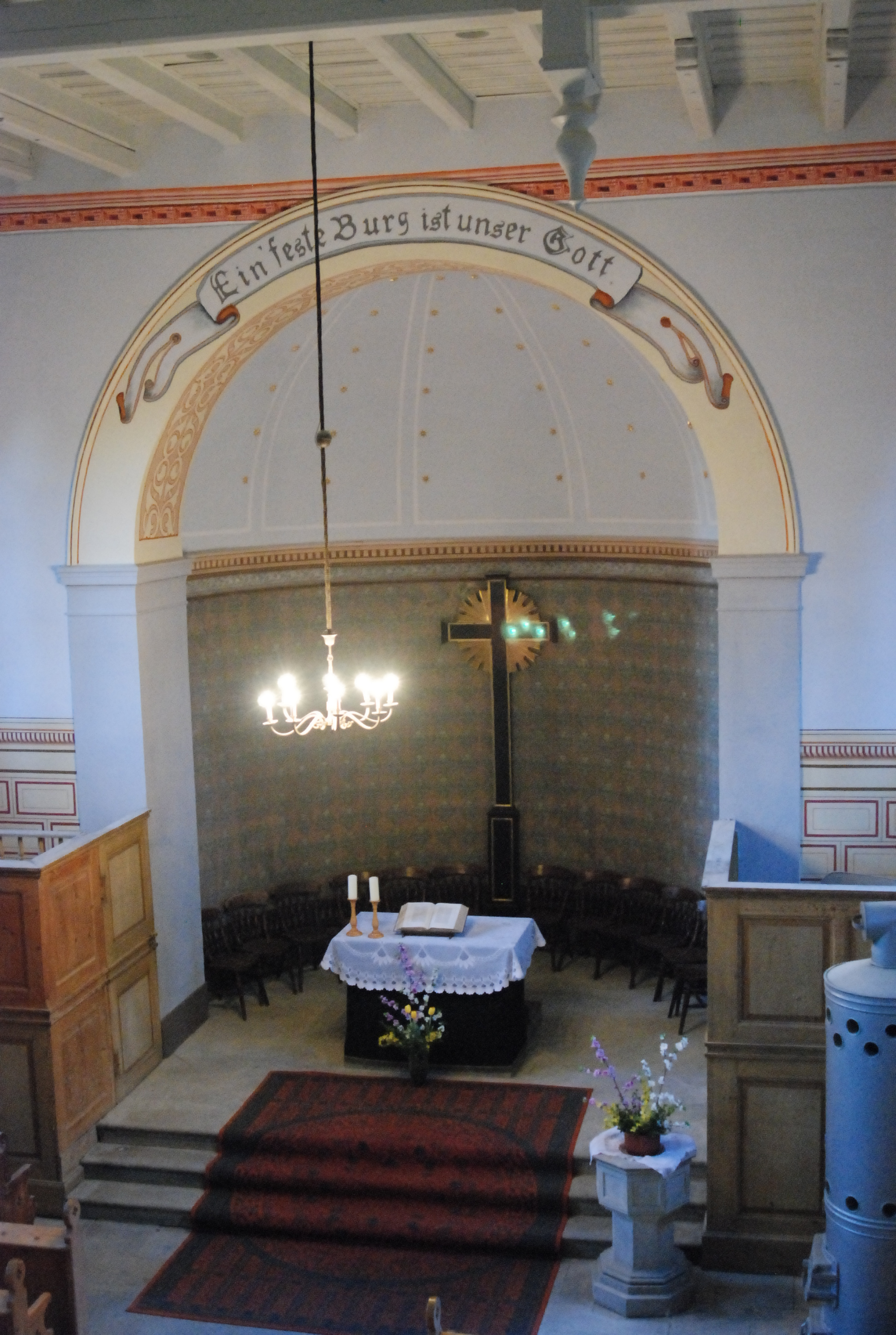
Wnętrze kościoła, widok na prezbiterium. Na górze napis Ein Feste Burg ist unser Gott
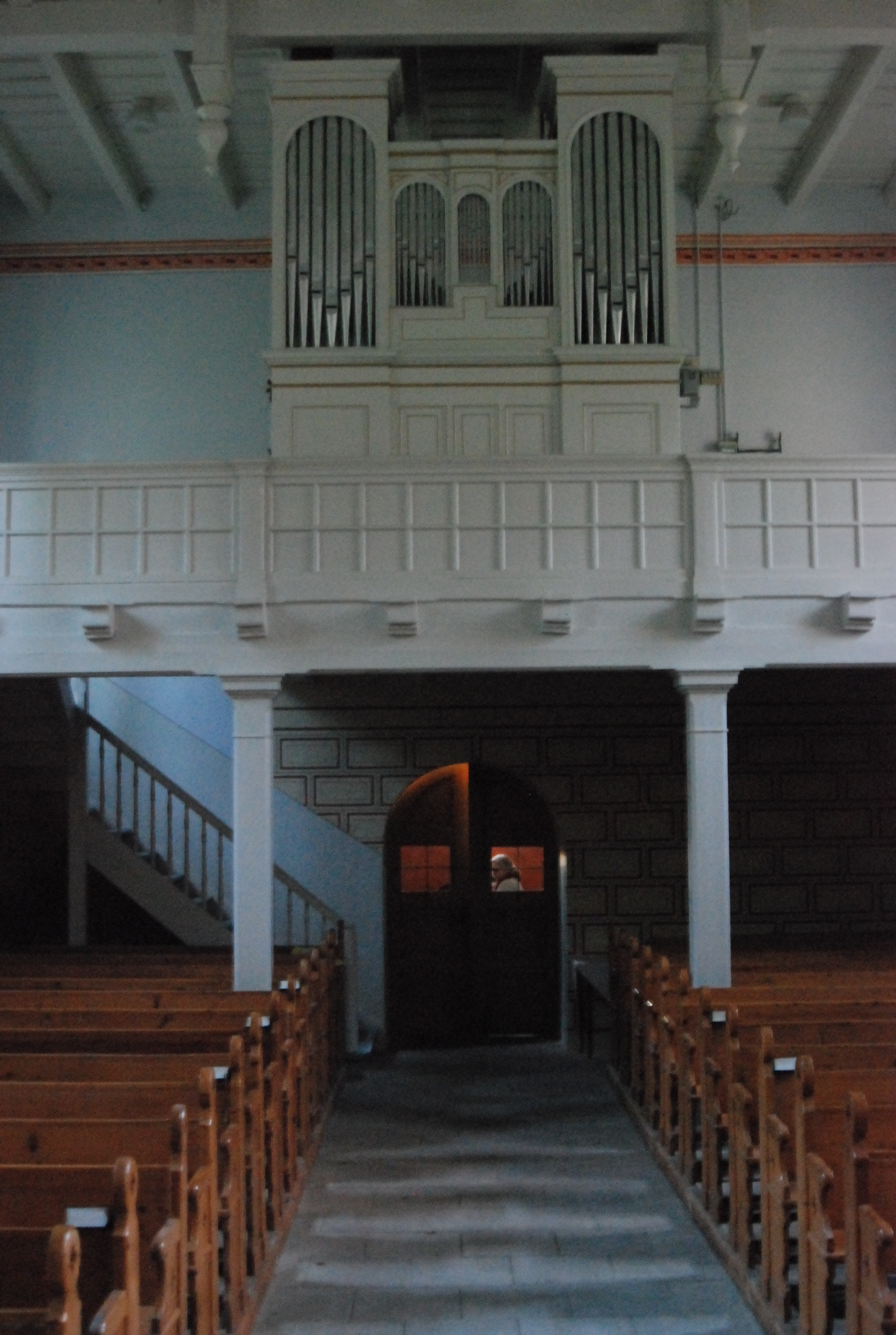
Widok na organy
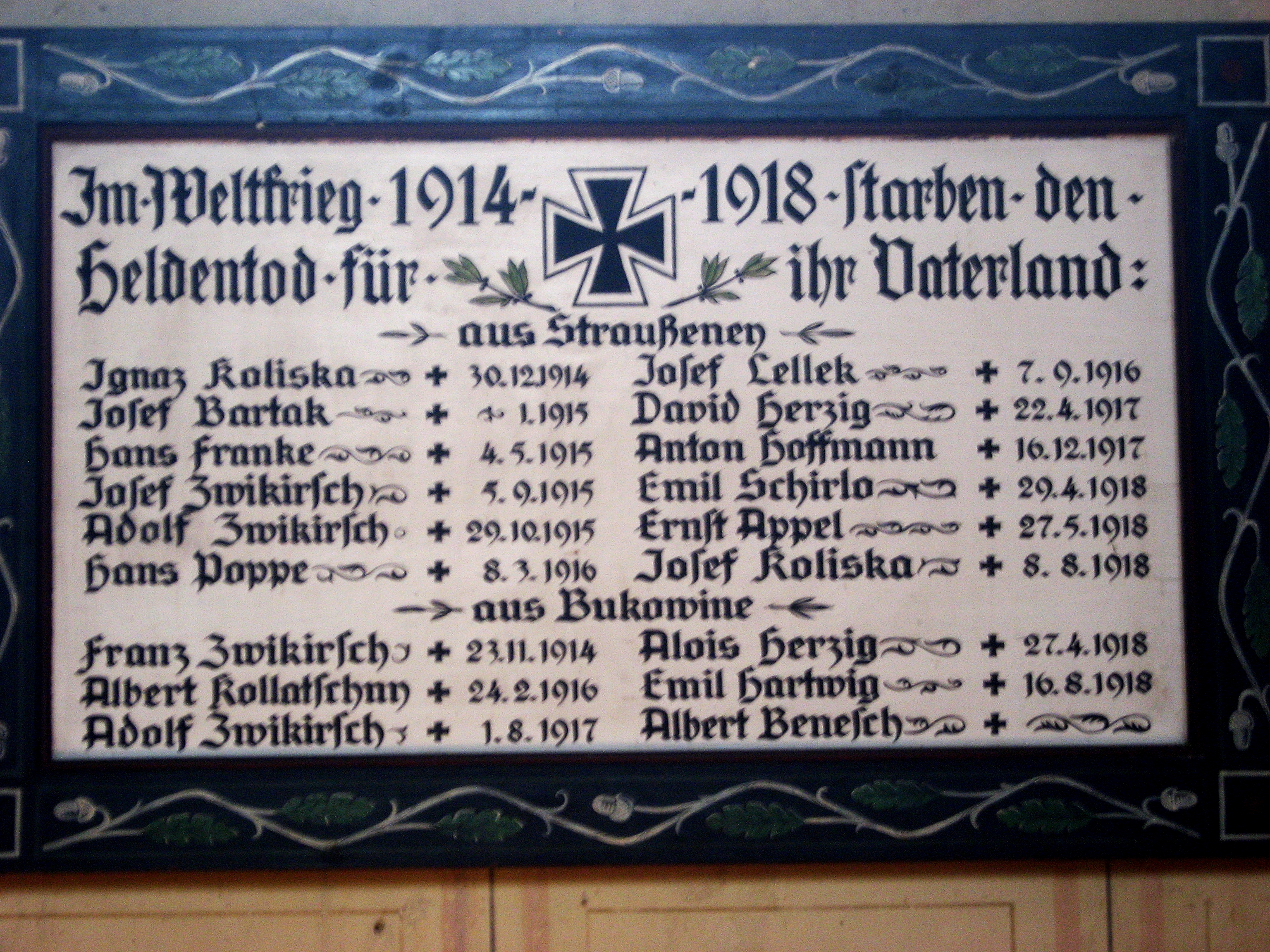
Tablica poświęcona żołnierzom walczącym w armii niemieckiej w czasie pierwszej wojny światowej
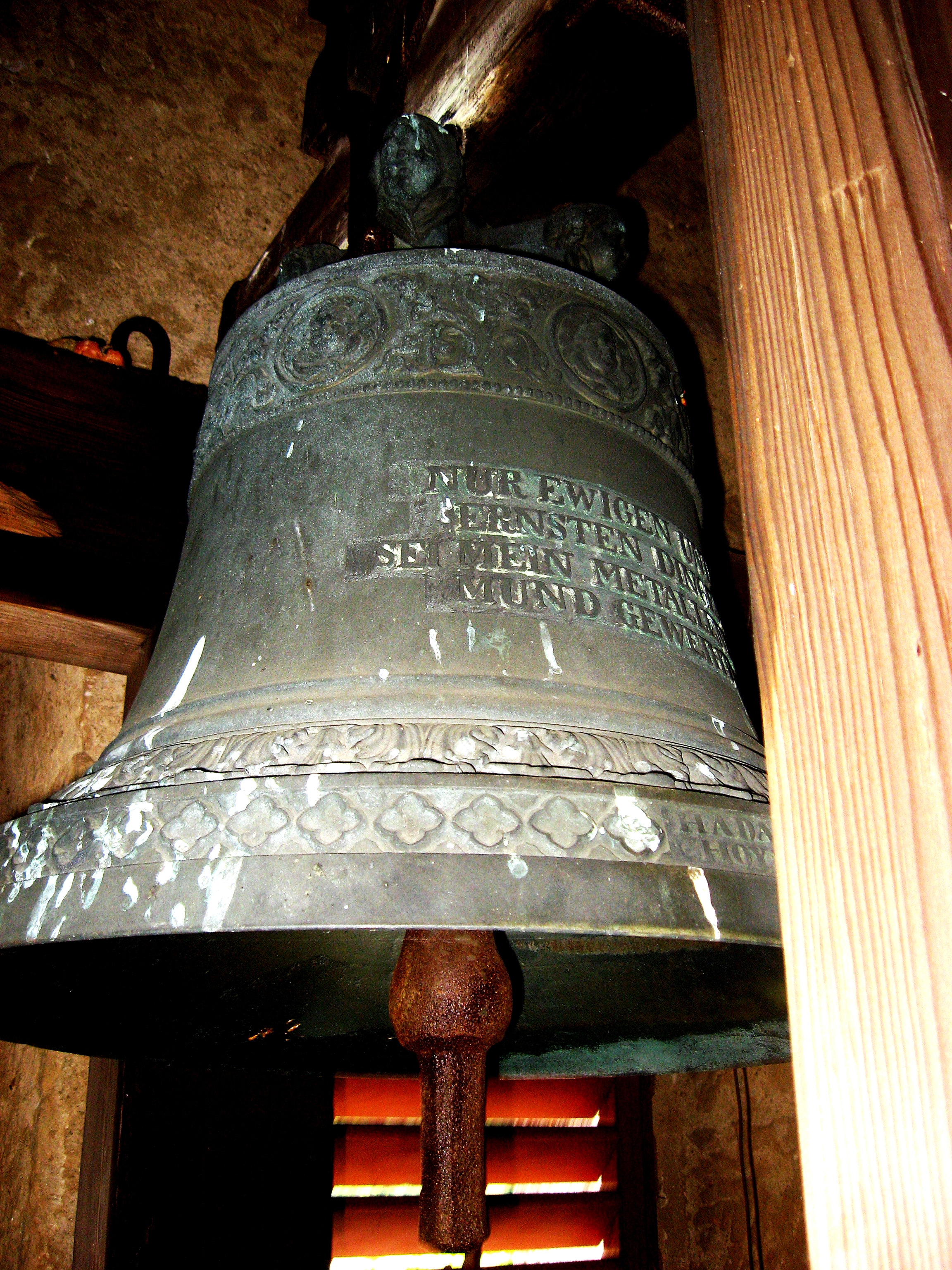
Dzwon kościelny